# Uwe Raab
Uwe Raab (nacido el 26 de julio de 1962 en Wittenberg, Sajonia-Anhalt) fue un ciclista alemán, profesional entre los años 1990 y 1995, durante los cuales logró 15 victorias.
Fue campeón del mundo en ruta en categoría amateur en 1983.
Tras retirarse del ciclismo profesional, se convirtió en director deportivo del equipo alemán del Team Nürnberger.

## Palmarés
| 1982 - Tour de Thüringe - 1 etapa del Tour del Porvenir - 3 etapas del Gran Premio Torres Vedras-Trofeo Joaquim Agostinho 1983 - 3 etapas de la Carrera de la Paz - Tour de l'Yonne - Tour de la Hainleite - Campeón del mundo amateur 1984 - 1 etapa de la Carrera de la Paz - 1 etapa de la Vuelta a Lieja 1985 - 1 etapa de la Carrera de la Paz - 2 etapas de la Vuelta a la Baja Sajonia - 1 etapa del Tour de Hainaut occidental 1986 - Rund um Berlin - 3.º en el Campeonato del mundo en contrarreloj por equipos | 1987 - 1 etapa de la Carrera de la Paz 1989 - 1 etapa del Circuito de la Sarthe - 2 etapas de la Carrera de la Paz 1990 - 3 etapas de la Vuelta a España, y clasificación por puntos - 1 etapa de la Vuelta a Valencia 1991 - 1 etapa de la Vuelta a España, y clasificación por puntos - 1 etapa de la Vuelta a Aragón 1992 - 1 etapa de la Vuelta a Asturias - 1 etapa de la Vuelta a Burgos - 1 etapa de la Vuelta a los Valles Mineros - 1 etapa de la Tirreno-Adriático - 1 etapa de la Semana Siciliana 1993 - 1 etapa de la Tirreno-Adriático |

## Imágenes

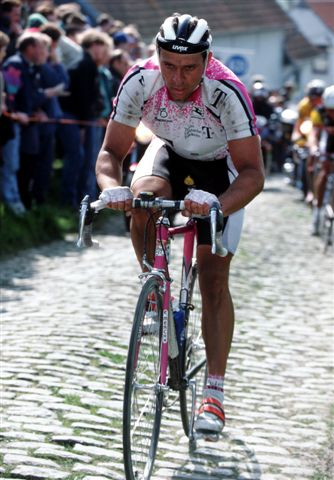
Tour de Flandes
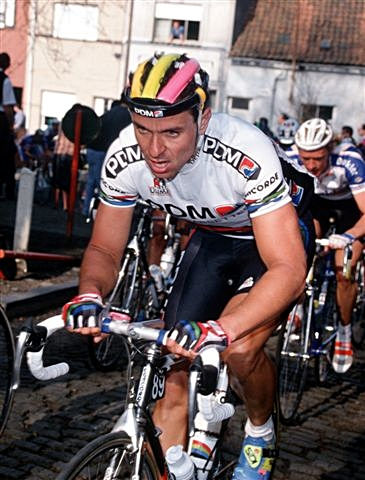
Tour de Flandes

## Resultados en las Grandes Vueltas
| Carrera         | 1990 | 1991 | 1992 | 1993 | 1994 |
| --------------- | ---- | ---- | ---- | ---- | ---- |
| Giro de Italia  | -    | -    | -    | Ab.  | Ab.  |
| Tour de Francia | 87.º | Ab.  | -    | 98.º | 84.º |
| Vuelta a España | 58.º | 43.º | 61.º | -    | -    |